# Packziege

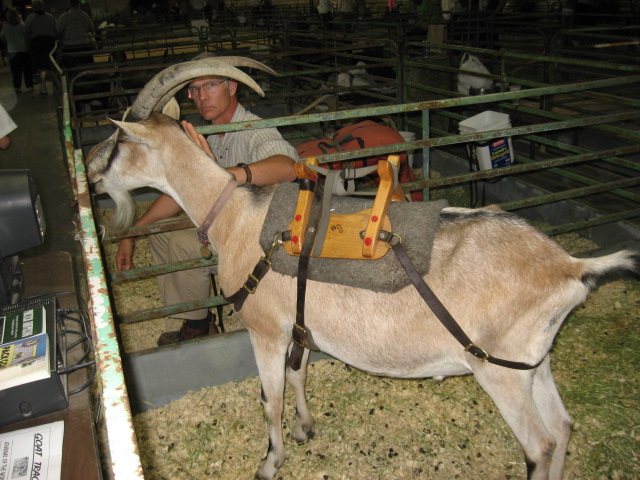
Eine Ziege mit angelegtem Geschirr

Als Packziege wird eine als Tragtier benutzte Hausziege bezeichnet. In den Gebirgsregionen des Balkans werden Packziegen schon seit Jahrhunderten eingesetzt. Die Verwendung von Packziegen in anderen Regionen Europas und in Nordamerika wurde in den 1980er und 1990er Jahren durch John Mionczynski aus Wyoming populär gemacht. Interessierte Ziegenhalter organisieren sich in Verbänden wie der North American Packgoat Association oder der British Harness Goat Society. 
Eine ausgeruhte Packziege ist in der Lage, bis zu 30 Kilogramm oder maximal einem Viertel ihres Körpergewichts über mehrere Kilometer zu tragen. Die Ziegen eignen sich insbesondere im Gebirge als Packtier für kleine Lasten. Dort erreichen sie bei mehrtägigen Wanderungen eine Durchschnittsgeschwindigkeit von zwei bis drei Kilometer pro Stunde. Als Herdentiere folgen ausgebildete Packziegen dem Treck und müssen nicht an der Leine geführt werden.
Bevorzugt setzt man kastrierte Ziegenböcke als Packtiere ein, da sie zum einen größer werden als weibliche Ziegen, zum anderen durch die Kastration sowohl den unangenehmen aber typischen Bockgeruch als auch das Aggressionsverhalten von intakten Böcken verlieren. Neben rassereinen Tieren werden Kreuzungen aus verschiedenen Rassen zum Packen eingesetzt, wobei oft eine Kreuzung aus Milch- und Fleischziegenrassen bevorzugt wird. Die Milchziegenrassen haben den großrahmigeren Körperbau, durch die Einkreuzung der Fleischziege erhält man mehr Muskelaufbau und Knochenstärke.